# I’m Not a Girl, Not Yet a Woman
«I’m Not a Girl, Not Yet a Woman» (с англ. — «Я не девочка, но ещё не женщина») — третий сингл, выпущенный из альбома Britney (2001) американской поп-певицы Бритни Спирс. Сингл был выпущен в США в 2002 году и стал третьим синглом альбома в таких странах, как Австралия и Великобритания. Сингл вошёл в сборник 2004 года «Greatest Hits: My Prerogative».
Авторами песни являются поп-певица Дайдо, Макс Мартин и Рами, последние двое также выступили в качестве продюсеров. Присутствующая в композиции женственность демонстрирует слушателям, что Спирс «уже не девочка, но ещё не женщина» — в строках песни певица поёт: «всё, в чём я нуждаюсь — время, момент, который является моим», «пока я стою на перепутье». Слова песни рассказывают о тоске и душевной боли девочки-подростка, о взрослении самой Бритни.
Песня была исполнена в фильме «Перекрёстки», в котором Спирс исполнила главную роль.

## Музыкальное видео
Режиссёр клипа на песню «I’m Not A Girl, Not Yet A Woman» — Уэйн Айшем. Клип был впервые показан в программе канала MTV Total Request Live. В Японии клип стал обладателем премии Japan Gold Disc Awards в категории «Лучшее международное музыкальное видео».
Существует две версии музыкального видео. Первая — альбомная версия, показывающая певицу на высокой горе в Каньоне Антилопы. Вторая версия — ряд киноэпизодов — предназначалась в первую очередь для продвижения фильма «Перекрёстки», и среди прочего включает несколько киносцен, в которых исполняются песни, позже ставшие синглами: «I Love Rock 'N' Roll» (показан в фильме, эпизод в караоке-клубе) и «Overprotected».
Пародия на видеоклип «I’m Not A Girl, Not Yet A Woman» была показана на MAD TV. Она называется «Я не ребёнок» (англ. I’m Not a Child).

## Композиция
«I’m Not a Girl, Not Yet a Woman» — это баллада в жанре софт-рока, основанная на выразительной фортепианной мелодии, которая длится 3 минуты 49 секунд. Песня написана в тональности ми-бемоль мажор в умеренно медленном темпе 76 ударов в минуту.

## Живые выступления
Песня была исполнена во время Dream Within a Dream Tour. После выступления с композицией «Boys», Бритни села рядом с пианистом и разговаривала с аудиторией, прежде чем начать петь. Спирс также исполнила песню в нескольких телевизионных передачах, включая The Rosie O’Donnell Show, Late Show with David Letterman, American Music Awards of 2002, The Oprah Winfrey Show, и Saturday Night Live.

## Участники записи
- Бритни Спирс — вокал
- Dido — автор песни
- Макс Мартин — автор песни , продюсер , сведение , бэк-вокал
- Рами Якуб — автор песни, продюсер, сведение
- Жанетт Олссон — бэк-вокал
- Esbjörn Öhrwall — гитара, фортепиано
- Том Койн — аудио мастеринг

## Список композиций/форматы
UK CD Single (Британская версия) 
1. «I’m Not A Girl, Not Yet A Woman» (Альбомная версия) 3:51
2. «I’m Not A Girl, Not Yet A Woman» (Spanish Fly Radio Remix) 3:28
3. «I Run Away» 4:04

EU/AUS CD Single (Европейская и Австралийская версии) 
1. «I’m Not A Girl, Not Yet A Woman» (Альбомная версия) 3:51
2. «I’m Not A Girl, Not Yet A Woman» (Spanish Fly Radio Remix) 3:28
3. «I’m Not A Girl, Not Yet A Woman» (Chocolate Puma Dub) 7:34
4. «I Run Away» 4:04
5. «Overprotected» (Enhanced Music Video) 3:53
6. «Перекрёстки» (Enhanced Movie Trailer) 1:19

JPN DVD Single (Японская версия)
1. «I’m Not a Girl, Not Yet a Woman» Video (Версия из фильма «Перекрёстки»)
2. «Live From Las Vegas» Medley Video
3. «Перекрёстки» Japan Movie Trailer Video

## Позиции в чартах
Несмотря на то, что песня «I’m Not a Girl, Not Yet a Woman» первоначально предназначалась для того помочь продвинуть фильм «Перекрёстки», трек был не в состоянии претендовать на участие в американском хит-параде — Billboard Hot 100; песня появлялась на Bubbling Under Hot 100 Singles и достигла пика под #2, который был бы эквивалентен #102, если бы Billboard Hot 100 использовали предыдущие композиции. В Best Top 40 Radio сингл достиг максимума, также как на Best 40 Tracks и Top 40 Mainstream.

## Ремиксы и другие версии
- Chocolate Puma Remix
- Chocolate Puma Dub
- Spanish Fly Remix
- Spanish Fly Dub
- Spanish Fly Club Dub
- Spanish Fly Remix Radio Edit
- Thunderpuss Club Mix
- Thunderpuss Radio Mix
- Thunderpuss Tribe-A-Pella
- ThunderDUB
- 2002 DT Christmas Express Mix
- 2002 DT Christmas Express Mix Instrumental
- Metro Remix

Неофициальные ремиксы:
- Thunderpuss Club Mix
- Thunderpuss Radio Mix
- Thunderpuss Tribe-A-Pella
- ThunderDUB

## Позиция в чартах
| Год  | Запись                            | Чарт               | Позиция |
| ---- | --------------------------------- | ------------------ | ------- |
| 2001 | «I’m Not a Girl, Not Yet a Woman» | Великобритания     | #2      |
| 2001 | «I’m Not a Girl, Not Yet a Woman» | United World Chart | #6      |
| 2001 | «I’m Not a Girl, Not Yet a Woman» | Австралия          | #7      |
| 2001 | «I’m Not a Girl, Not Yet a Woman» | Италия             | #16     |
| 2001 | «I’m Not a Girl, Not Yet a Woman» | Канада             | #57     |
| 2001 | «I’m Not a Girl, Not Yet a Woman» | США                | #102    |

Чарт ориентирован на 2002 год. (англ.)
| Чарт (2002)                           | Позиция |
| ------------------------------------- | ------- |
| ARC Weekly Top 40                     | 14      |
| U.S. Billboard Bubbling-Under Hot 100 | 2       |
| U.S. Billboard Top 40 Tracks          | 32      |
| U.S. Billboard Mainstream Top 40      | 21      |
| U.S. Billboard Adult Contemporary     | 29      |
| Argentine Top 20                      | 4       |
| Australian ARIA Top 50                | 7       |
| Austria Top 75                        | 3       |
| Belgium Top 50                        | 22      |
| Brazil Top 100                        | 47      |
| Canadian Billboard Top 100            | 57      |
| Chile Top 100                         | 3       |
| Dutch Top 40                          | 14      |
| Dutch Mega Single Top 100             | 9       |
| Europe Top 100                        | 2       |
| France Top 100                        | 25      |
| German Top 100                        | 10      |
| Indonesia Chart                       | 1       |
| Ireland Top 20                        | 3       |
| Italy Top 50                          | 16      |
| Japanese Top 200                      | 75      |
| Latvian Airplay Top                   | 17      |
| Mexican Top 100                       | 7       |
| N.P. Top 100                          | 5       |
| New Zealand Top 50                    | 40      |
| Swedish Top 60                        | 4       |
| Switzerland Top 100                   | 16      |
| 'Tokio Hot 100'                       | 42      |
| UK Official Singles Chart             | 2       |
| World Airplay Top 100                 | 10      |
| World Singles Top 100                 | 42      |